# The Pas
The Pas – miasto w Kanadzie, w prowincji Manitoba.